# Paul-Émile Bécat
Paul-Émile Bécat (* 2. Februar 1885 in Paris; † 1. Januar 1960 ebenda) war ein französischer Maler, Zeichner und Radierer. Er ist heute weniger für seine Ölgemälde, sondern vor allem als Illustrator erotischer Werke namhafter Lyriker und Romanciers bekannt.

## Leben
Bécat studierte an der École des Beaux-Arts bei Gabriel Ferrier (1847–1914) und François Flameng und stellte im Jahr 1913 im Salon des artistes français aus. Reisen führten ihn 1932 in den Kongo sowie 1934 nach Gabun, in die Elfenbeinküste, in den Senegal und in den Sudan. 
Paul-Emile Bécat starb im Jahr 1960 im Alter von 74 Jahren in Paris. 
Er war verheiratet mit Marie Monnier, Schwester der Buchhändlerin und Verlegerin Adrienne Monnier (1892–1955). Letztere stand gemeinsam mit Sylvia Beach (1887–1962) im Zentrum des damaligen Pariser Literaturgeschehens.

## Auszeichnungen
- 1920: Prix de Rome
- Silbermedaille des Salon des artistes français

## Werk
Paul-Émile Bécat machte sich zunächst durch seine heute wenig bekannten Ölporträts französischer Schriftsteller einen Namen. Nach seiner Rückkehr aus Afrika schuf er Gouachen und wandte er sich ab 1933 der Kaltnadeltechnik zu. Er war bis in die 1950er Jahre einer der produktivsten Buchillustratoren Frankreichs. Seine Arbeiten für etwa 100 Bücher namhafter Autoren sind größtenteils – aber nicht ausschließlich – pikante, hocherotische Sujets.   

### Porträts
- Porträt des André Gide, Kohlezeichnung
- Porträt der Sylvia Beach, Öl auf Leinwand

### Buchillustrationen (Auswahl)
- 1934: Théophile Gautier: Le Capitaine Fracasse, Georges Briffaut, Paris, Kaltnadelradierungen
- 1936: Benjamin Constant, Edmond Pilon (Vorwort): Adolphe, Edition d'art H. Piaza, Paris
- 1937: Pierre Louÿs: Aphrodite. Moeurs antiques, Edition d'art H. Piazza, Paris, 21 Farbtafeln
- 1937: Denis Diderot: Les Bijoux indiscrets (deutsch Die geschwätzigen Kleinode), Le Vasseur, 1939 Paris
- 1941: Abbé Prévost: Histoire du chevalier des Grieux et de Manon Lescaut, Le Vasseur et Cie, Paris, 20 Radierungen
- 1942: Ovid, übers. von Héguin de Guerle: L'art d'aimer (deutsch: Liebeskunst), La Tradition, 24 Kaltnadelradierungen
- 1944: Pietro Aretino: Ragionamenti, La Nef d'Argent, Paris
- 1945: Pierre Louÿs: La femme et le pantin, Le Vasseur et Cie, Paris, 20 kolorierte eaux-fortes
- 1946: Théophile Gautier: Fortunio, Georges Briffaut, 1946 Paris, Kaltnadelradierungen
- 1947: Denis Diderot: La Religieuse, Pierre Larrive, Paris
- 1947: Paul Géraldy: Toi et Moi, Les Heures Claires, Paris, 33 Kaltnadelradierungen
- 1948: Pierre de Brantôme: La Vie des dames galantes, 2 Bände, Athéna, Paris
- 1949: Pierre Choderlos de Laclos: Les Liaisons dangereuses (deutsch: Gefährliche Liebschaften), 2 Bände, Athéna, Paris
- 1949: Alexis Piron: Oeuvres badines, Georges Briffaut, Paris
- 1950: Voltaire: Candide ou l'optimisme (deutsch: Candide oder der Optimismus), Editions Arc-en-Ciel, Paris, 12 Illustrationen
- 1950: Pierre de Ronsard: Les Amours, Les Heures Claires, 1950, Kaltnadelradierungen
- 1951: René Boylesve: La Leçon d'amour dans un parc. Les Nouvelles leçons d'amour dans un parc, 2 Bände, Les Heures Claires, 1951 und 1952, Paris
- 1951: Voltaire: Le Blanc et le Noir, Editions Arc-en-Ciel, Paris
- 1952: Marivaux: Oeuvres illustrées. (La surprise de l'amour. La double inconstance. Les serments indscrets. Les fausses confidences. Arlequin poli par l'amour. La vie de Marianne.), Editions Arc-en-Ciel, Paris
- 1953: Paul Verlaine: Fêtes galantess, Le Livre de Qualité, Paris, 57 Kompositionen
- 1954: Montesquieu: Le temple de Gnide, Eryx, Paris, 11 Kaltnadelradierungen
- 1955: Jean de La Fontaine: Les Amours de Psyché et Cupidon, Les Heures Claires, Paris, Kaltnadelradierungen
- 1957: Victor Margueritte: La Garçonne, Paris
- 1957: Roger Pillet: Les Oraisons amoureuses de Jeanne Aurélie Grivolin Lyonnaise, Les Heures Claires, Paris
- 1958: René Boylesve: Les Bains de Bade, Editions du Baniyan, Paris, Kaltnadelradierungen

### Sonstiges
Bécat schuf des Weiteren die Blätter des Le Florentin betitelten, von Le Jarres d'Or in Paris aufgelegten Kartenspiels.